# Adamdighi
Adamdighi è un sottodistretto (upazila) del Bangladesh situato nel distretto di Bogra, divisione di Rajshahi. Si estende su una superficie di 168,83 km² e conta una popolazione di   195.186 abitanti (censimento 2011).